# Sántha Lajos (tornász)
Sántha Lajos (Csorvás, 1915. július 13. – Budapest, 1992. június 21.) olimpiai bronzérmes tornász, a magyar tornászválogatott edzője, a Magyar Tornasport Halhatatlanok Klubjának tagja.

## Élete
A Sántha család gyulai eredetű, nemesi származású, községalapító, kisbirtokos, református család volt. Tagjai szerepet vállaltak a község közéletében: Sántha Gábor, valamint Sántha József, aki közgyám, majd pedig pénztáros volt évtizedekig.
Sántha Lajos 1915-ben született Csorváson. Édesapja Sántha Lajos jegyző, fia születése időpontjában katona Budweisben (Csehország). Ez az I. világháború időszaka. Édesanyja Sántha Ilona, a csorvási anyakönyvi bejegyzés alapján. Az elemi iskola elvégzése után a Mezőtúri Református Főgimnáziumban folytatta tanulmányait.

## Sportpályafutása
Tornászként a Postás versenyzője volt. Többszörös magyar bajnokként 1948-ban kijutott a londoni olimpiára, ahol a magyar csapat rendkívül jó eredményt ért el. Sántha Lajos a bronzérmes tornászcsapat tagja volt. A csapat összetétele Tóth Lajos, Sántha Lajos dr., Baranyai László, Pataki Ferenc, Mogyorósi-Klencs János, Várkői Ferenc, Fekete József, Mogyoróssy Győző. Egyéniben is elindult. A legjobb eredménye: nyújtón negyedik helyezést szerzett, az olimpiatörténeti összefoglalók szerint alig maradt le a dobogóról. Ezzel az eredményével a csapat pontszerzője lett. Ebben az időszakban a Postás (PSE) sportolói adták a tornacsapat gerincét. Pályafutása és sportkarrierje is töretlen, hisz a következő olimpiára is kijutott. Ekkor szintén a Postás versenyzője. Az 1952-es helsinki olimpián csapatban hatodik helyezést szerzett, egyéniben az olimpiai tornaverseny 16. helyezettje. Ez korát tekintve nagyon szép eredmény, ekkor már 37 éves volt.

## Szakmai tevékenysége
A huszonhatszoros magyar bajnok tornász időközben a Testnevelési Főiskolán a torna tanszék docense, címzetes egyetemi tanár lett. 1952-ben társszerzője a Torna alapismeretek című szakkönyvnek, amelynek többek között Keleti Ágnes is a társszerzője.

## Edzői tevékenysége
Sántha Lajos dr. az intellektuális tornaiskola megteremtője volt Magyarországon. A kitűnően felkészült, a korszerű technikát megvalósító szakember fanatikus hittel képezte magát, majd később tanítványait a TF-en és a klubokban (Postás, Bp. Honvéd, Ú. Dózsa), illetve a válogatott keretnél. 1952-ben a Budapesti Honvéd férfi tornaszakosztályának a vezetője. Ebben az időszakban, a labdarúgáshoz hasonlóan, több sportegyesület versenyzőit a Honvédhoz igazolták, igazi nagy csapat került az irányítása alá. Később, 1954-től az UTE szakmai irányítója.
Az 1960-as években a magyar tornászválogatott edzője volt.
1971-ben elsőként kapott külföldi edzői szerződésre engedélyt. Több éven keresztül dolgozott Marokkóban, ahol a mai napig a modern versenytorna megalapítójaként tisztelik. Hazajövetele után sem szakadt el a tornától, pedig már közel hetvenéves volt. Budapesten halt meg 1992-ben.

## Díjai, elismerései
- Testnevelési Főiskola, torna tanszék docense, címzetes egyetemi tanár
- Mesteredző, 1961.